# Escritos matemáticos de Karl Marx
Os escritos matemáticos de Karl Marx referem-se a um conjunto de obras escritas pelo economista, filósofo e sociólogo Karl Marx entre 1873 e 1883, como forma de entender os princípios do cálculo diferencial. Seus escritos, editados por Sofya Yanovskaya, foram publicados de forma póstuma, originalmente em russo, em 1968, e uma tradução em inglês foi publicada em 1983.
De acordo com Hubert Kennedy, Marx “[…] não tinha ciência dos avanços feitos por matemáticos continentais nas fundações do cálculo diferencial, tais como Augustin-Louis Cauchy.” Também afirma que “apesar do trabalho de Marx não ter tido influência direta no desenvolvimento da matemática, a afirmação de Engels que suas descobertas eram ‘independentes’ certamente é justificável. A definição operacional de Marx antecipou desenvolvimentos matemáticos do século XX, e há um outro aspecto do diferencial, que parece ter sido notado por Marx, e que se tornou parte dos livros didáticos — o conceito do diferencial como parte principal de um incremento.” É possível que suas descobertas tenham influenciado matemáticos chineses a se interessarem pela análise não padronizada.